# Долговое обязательство
Долговое обязательство (или долговая расписка) — документ, оформленный в свободной форме и выдаваемый заёмщиком кредитору при получении кредита (или займа).
В долговом обязательстве указывается сумма кредита и срок его погашения. Согласно этому документу заёмщик обязуется возвратить кредит в установленный срок, а кредитор получает право взыскать его с заёмщика по истечении этого срока. В случаях, когда законом или договором предусмотрено, что на сумму денежного обязательства за период пользования денежными средствами подлежат начислению проценты, размер процентов определяется действовавшей в соответствующие периоды ключевой ставкой Банка России (законные проценты), если иной размер процентов не установлен законом или договором.

## Теория

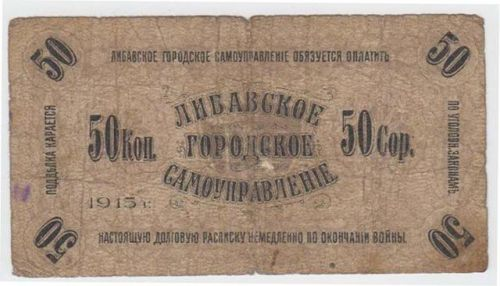
Долговая расписка Либавского городского управления на 50 копеек

Письменная форма долгового обязательства облегчает доказательство состоявшегося соглашения, но не составляет существа самого договора. В то же время существует ряд случаев, где письменная форма, как доказательство, нелегко отличима от существа договора. Наилучшим примером служит так называемый абстрактный договор, то есть такой, в котором не указывается основание долга, а говорится лишь, что лицо А обещает уплатить или состоит должным Б такую-то сумму, без объяснения, за что. Такого рода договоры совершаются обычно при окончании расчётов между сторонами, имевшими какие-либо юридические отношения и определившими взаимные долговые права и обязанности лишь при конце предприятия, в виде обязательства для одной стороны уплатить другой определённую сумму, — или в случае так называемого признания долга, когда существование долга или его размеры представлялись спорными.
Сила этих договоров приурочивается именно к последнему моменту выражения воли одной стороны считать за собой долг в известную сумму, так как это выражение ставится здесь вместо неясных предшествовавших событий, которые не могут быть приведены в качестве основания долга. Если такое выражение облечено в письменную форму, причём нет налицо никакого иного доказательства состоявшегося выражения воли, долговое обязательство является не только доказательством, но и основанием долга. Согласно с этим и некоторые законодательства, допускающие абстрактный договор, требуют совершения его на письме, иногда в определённой форме. Важно понимать, что договор действителен не в силу письменного документа, а в силу самих оснований его заключения, Долговое же обязательство является лишь доказательством долга. Каждое долговое обязательство поэтому может быть оспариваемо с точки зрения своей действительности и содержащегося в нём выражения воли.

## История
В Древнем Риме долговые обязательства оформлялись в виде записей в приходно-расходную книгу. Книга была похожа на книгу банкиров или менял, с той только разницей, что она была проще. Она состояла из 2 рубрик: расхода и прихода. Долги, записанные в книгу, можно было передавать третьему лицу. При погашении займа соответствующая запись вычёркивалась из книги. Эти долговые книги имели официальное значение, так как при цензе или переписи было обязательно представлять их. В случае спора между двумя сторонами книга противника принималась как доказательство.
Свод законов Российской империи допускал, что денежный долг, вытекающий из займа, может быть оформлен как в устной, так и в письменной форме. Но доказывать свои права на ссуженные деньги кредитор мог только в том случае, если долг был оформлен в письменной форме.